# Jamaikaeule
Die Jamaikaeule oder Jamaika-Ohreule  (Asio grammicus Syn: Pseudoscops grammicus) ist eine mittelgroße Eule, die nur auf Jamaika lebt. Sie ist die einzige Art ihrer Gattung und wird von den Einheimischen „Pattu“ genannt.

## Merkmale
Jamaikaeulen erreichen eine Körperlänge von 28 bis 35 cm. Ihr Kopf und die kleinen Federohren sind gelblich bis hellbraun; die großen Augen sind gelb, rötlich oder dunkelbraun hinterlegt. Die Unterseite der Eulen ist gelb bis goldgelb, während der Rücken und die Flügelansätze gelbbraun gefiedert und dunkelbraun gestreift sind. Ihre Schwingen sind dunkelbraun und mit schwarzen und gelben Streifen versehen; die scharfen Krallen sind gelb.

## Fortpflanzung
Über das Fortpflanzungsverhalten der Jamaikaeule ist bislang noch wenig bekannt, nur dass sie ihre 2 Eier in eine Baumhöhle legt und sie dort ausbrütet.

## Nahrung
Wie die meisten Eulen jagen Jamaikaeulen nachts. Ihre Hauptbeute sind Kleinsäuger, aber sie jagen auch Insekten, Eidechsen, kleine Vögel und Fledermäuse.

## Verbreitung

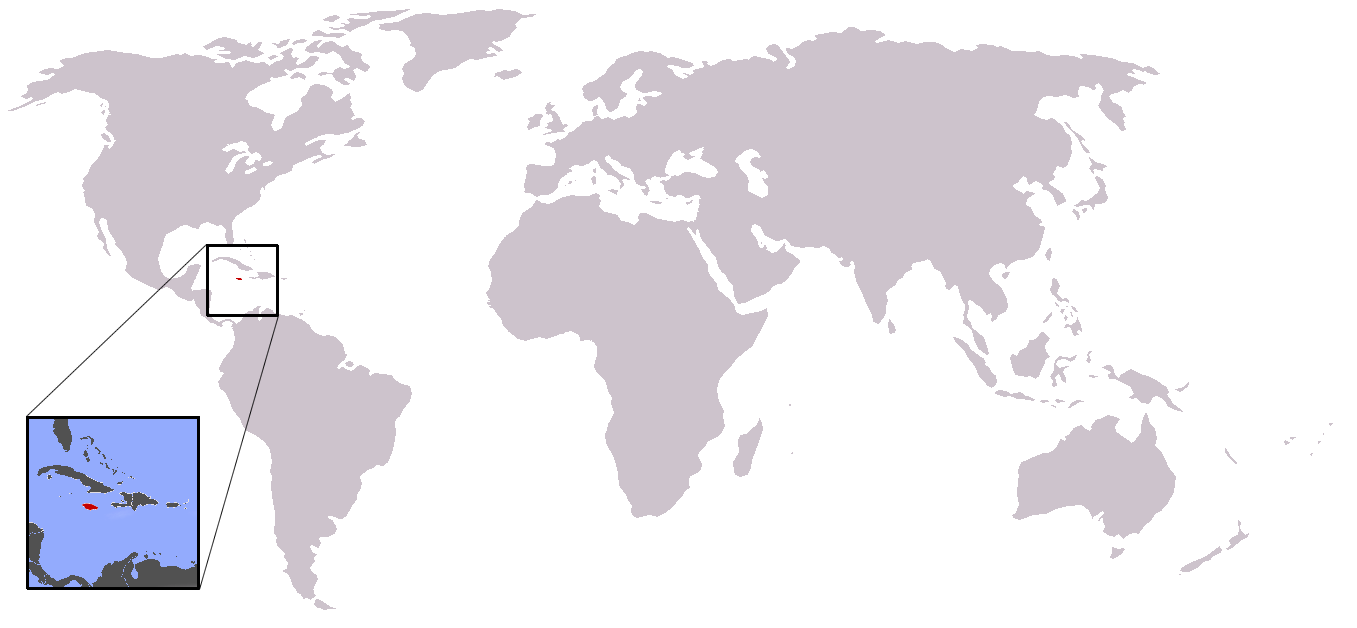
Jamaika, das Verbreitungsgebiet der Jamaikaeule

Die Jamaikaeule lebt nur auf der karibischen Insel Jamaika. Dort hält sie sich meist in den Waldgebieten und offenen, buschfreien Gebieten auf. 

## Unterarten
Die Jamaikaeule ist monotypisch.

## Etymologie und Forschungsgeschichte
Die Erstbeschreibung der Jamaikaeule erfolgte 1847 durch Philip Henry Gosse unter dem Namen Ephialtes grammicus. Das Typusexemplar wurde ihm von einem Mann am 31. März 1847 aus den Bergen von Bluefields gebracht. Erst später wurde sie der bereits 1760 von Mathurin-Jacques Brisson eingeführten Gattung Asio zugeschlagen. Dieses Wort leitet sich vom lateinischen asio, asionis, axio, axionis für Eule mit Ohren ab. Der Artname grammicus leitet sich vom griechischen γραμμικος, γραμμη grammikos, grammē für linear, Linie ab.